# 岬石鯛
岬石鯛（學名：Oplegnathus conwayi）為輻鰭魚綱鱸形目鱸亞目石鯛科的其中一種，分布於西印度洋南非海域，深度可達150公尺，本魚體側扁而高，口小，上下頷齒成鸚鵡嘴狀，體色鐵灰色，尾鰭略凹，體被小櫛鱗，背鰭硬棘12枚；背鰭軟條11-14枚；臀鰭硬棘3枚；臀鰭軟條 11-13枚，體長可達90公分，棲息在礁石區，屬肉食性，以甲殼類、貝類、海膽等為食，可做為食用魚及遊釣魚。